# Gwenhwyfach
Gwenhwyfach [gwen'huivax] ist eine legendäre Figur der mittelalterlichen Artus-Sage.

## Mythologie
In der Erzählung Culhwch ac Olwen („Die Geschichte von Culhwch und Olwen“) aus der keltischen Mythologie von Wales wird berichtet, sie sei die Schwester Gwenhwyfars, der Gattin von König Artus und selbst mit Mordred verheiratet. Sie ist die Tochter des Königs Leodegrance (Lleudd-Ogrfan), in der walisischen Überlieferung aber auch die Tochter des Königs Ogrfan Gawr (auch Ogyruan, Ogyrvan, Gogyrfan), eines Riesen, der in einigen lokalen Sagen am Rande erwähnt wird. In zwei Versen der Trioedd Ynys Prydein („Die Triaden der Insel Britannien“) wird gesagt, ein Streit zwischen ihr und ihrer Schwester sei der Grund für die Schlacht von Camlann mit dem Tod von Artus und Mordred gewesen. Die Ohrfeige, die Gwenhwyfach bei diesem Streit Gwenhwyfar gab, wird deshalb „eine der drei unglücklichen Ohrfeigen der Insel Britannien“ genannt.
Eine weitere Erwähnung Gwenhwyfachs in der walisischen Mythologie ist nicht bekannt.